# Anton August Bruijn

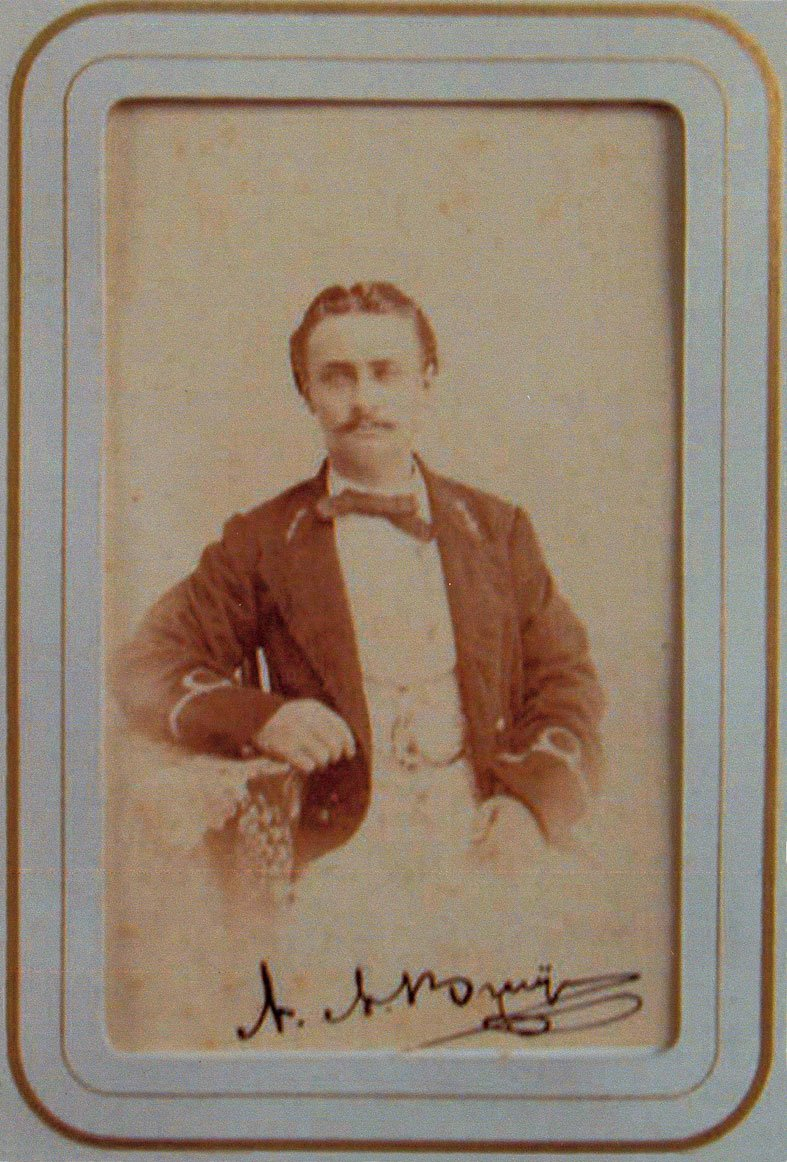
Antonie Augustus Bruijn (Surabaya, 1865)

Anton(ie) August Bruijn (geboren am 24. Dezember 1842 in Rotterdam, gestorben am 11. August 1890) war ein niederländischer Plumassier und Naturalienhändler. Als Händler unterstützte er den Naturwissenschaftler Alfred Russel Wallace auf dessen Reise auf den Molukken.

## Biografie
Anton August Bruijn wurde 1842 in Rotterdam als sechstes von acht Kindern von Pieter Alidanus Bruijn (b 1799) und Henrietta Gabrielle Maris van Oordt (b 1804) geboren. Sein Vater war Schiffsbauer und Chefingenieur  für die Koninklijke Marine der Niederlande. Anton August Bruijn ging bereits jung ebenfalls zur Marine und wurde 1857 als Marinekadett 3. Klasse eingesetzt. 1861 reiste er zum ersten Mal nach Niederländisch-Indien, dem Vorläufer des heutigen Indonesien. 1864 wurde er zum Luitenant 2. Klasse befördert und 1865 wurde er Anführer der Wache des Sultanats von Ternate. 1867 beantragte er seine Freistellung von der Marine aus gesundheitlichen Gründen und am 2. Oktober des Jahres wurde er ehrenhaft entlassen.
Bereits 1865 heiratete Bruijn Adolphine Susanna Wilhelmina van Rennesse van Duivenbode und wurde der Schwiegersohn des niederländischen Händlers Maarten Dirk van Renesse van Duivenbode, der als Kommandant und Ehrenmajor von der niederländischen Regierung auf der Insel Ternate eingesetzt war. Gemeinsam mit seinem Schwager übernahm Bruijn nach seiner Hochzeit und späteren Entlassung aus der Marine den Naturalienhandel auf Ternate.
Als Naturalienhändler belieferte Bruijn unter anderen Hermann Schlegel in Leiden und Tommaso Salvadori in Turin sowie das Muséum national d’histoire naturelle in Paris. 1877 organisierte er eine Expedition zum Vogelkop nach Neuguinea, um ethnologische Studien durchzuführen und Tiere zu sammeln, vor allem Exemplare des später nach ihm benannten Westlichen Langschnabeligels (Zaglossus bruijni).

## Dedikationsnamen

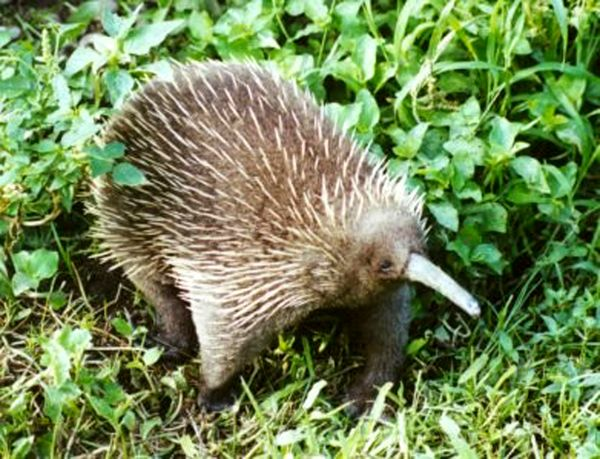
Westlicher Langschnabeligel (Zaglossus bruijni), benannt nach Anton August Bruijn

Bruijn wurde aufgrund seiner Aktivitäten von mehreren Wissenschaftlern durch die Benennung neu entdeckter Arten geehrt. Nach ihm benannt wurden dabei 1876 der Westliche Langschnabeligel (Zaglossus bruijni) und die Tiefland-Mosaikschwanzratte (Pogonomelomys bruijni) sowie auch Bruijn's Walddrachen (Hypsilurus bruijni) durch Wilhelm Peters und Giacomo Doria. Tommaso Salvadori benannte mit dem Rotbrust-Spechtpapagei (Micropsitta bruijnii) 1875, der Trugstelze (Grallina bruijnii) 1876 und dem heute als Synonym zum Schwarzlori (Chalcopsitta atra) eingeordneten Chalcopsitta bruijni 1878 mehrere Vogelarten nach Bruijn. Der Braunschwanz-Paradieshopf (Drepanornis bruijnii) und das Braunbrust-Buschhuhn (Aepypodius bruijnii) wurden 1880 von Émile Oustalet beschrieben und 1894 beschrieb Johann Büttikofer die Hybriden des Prachtparadiesvogels (Ptiloris magnificus) und des Fadenhopfes (Seleucidis melanoleucus) als eigenständige Art Craspedophora bruyni .

## Belege
1. ↑  Bo Beolens, Michael Watkins, Michael Grayson: The Eponym Dictionary of Reptiles. JHU Press, 2011; o. S.
2. 1 2  „Bruijn, A.A.“ In: Bo Beolens, Michael Grayson, Michael Watkins: The Eponym Dictionary of Mammals. Johns Hopkins University Press, 2009; S. 60; ISBN 978-0-8018-9304-9.
3. ↑  „Bruijn“ In: Bo Beolens, Michael Watkins, Michael Grayson: The Eponym Dictionary of Birds. Bloomsbury Publishing, 2014; o. S.